# Reicheltshofen
Reicheltshofen ist ein Gemeindeteil der Gemeinde Berg bei Neumarkt in der Oberpfalz im Landkreis Neumarkt in der Oberpfalz in Bayern.

## Geografie
Das Dorf liegt im Oberpfälzer Jura, ca. 8 km nordöstlich des Gemeindesitzes auf der Jurahöhe. Südwestlich des Ortes entspringen zwei Quellen, deren Wasser dem Rohrenstadter Bach zufließt.

## Geschichte
Reicheltshofen ist wohl im 9. Jahrhundert als Ausbauort des Königshofes Lauterhofen entstanden. Urhof des heutigen Dorfes wird der „Moierbauernhof“ sein. Von der Grenzlage des Ortes zum Landgerichtsbezirk Hirschberg hin zeugt noch das dem Wirtshaus gegenüberstehende Steinkreuz.
Der Ort gehörte zum Pflegamt Pfaffenhofen-Haimburg, das die Hochgerichtsbarkeit ausübte, und in diesem zur Hofmark Litzlohe des Klosters St. Emmeram zu Regensburg. 1639 meldete das Amt Pfaffenhofen für Mitterrohrenstadt, Unterrohrenstadt und „Reichelshof“ insgesamt nur acht Höfe der kurfürstlichen Regierung in Amberg als belegungsfähig für Truppen; die anderen Höfe lagen wohl wegen des Dreißigjährigen Krieges öde.
Gegen Ende des Alten Reiches, um 1800, bestand der Weiler Reicheltshofen aus fünf Untertanenhöfen unterschiedlicher Größe, die zwei Grundherren gehörten: Drei Viertelhöfe besaß das Stift Kastl sowie einen Halbhof mit dem Untertan Pechl und einen Viertelhof das Kastenamt Pfaffenhofen. Gemeindlicher Besitz war das Hirtenhaus. Kirchlich gehörte Reicheltshofen zur katholischen Pfarrei Stöckelsberg. wohin die Kinder im 19. Jahrhundert auch zur Schule gingen. Der dortige Lehrer war zugleich Mesner. Um 1950 besuchten die Kinder von Reicheltshofen die Schule in Mitterrohrenstadt; heute gehört der Ort zum Schulsprengel Chunradus-Grundschule Sindlbach.
Im Königreich Bayern (1806) wurde ein Steuerdistrikt Häuselstein gebildet, dem neben Häuselstein die Mauertsmühle, Reicheltshofen und Wünricht, ab 19. Mai 1820 drei weitere Orte angehörten. Bei der Gemeindebildung um 1810/20 wurde daraus die Ruralgemeinde Häuselstein im Landgericht Kastl, das 1862 zum neuen Bezirksamt Velburg und bei dessen Auflösung im Jahr 1880 zum Bezirksamt Neumarkt in der Oberpfalz kam. 1838 wurde im Ort eine – 1937 noch existierende, heute abgegangene – Kapelle „zur Privatandacht“ erbaut. 1844 waren unter den Hofbesitzern die Familien Mederer (2 Anwesen), Krauß, Kellermann und Wagner.
Die Gemeinde Häuselstein wurde im Zuge der Gebietsreform in Bayern am 1. Mai 1972 aufgelöst; alle Orte kamen zur Gemeinde Stöckelsberg. Diese wiederum wurde am 1. Mai 1978 in die Großgemeinde Berg eingegliedert. Seitdem ist das Dorf Reicheltshofen ein Gemeindeteil der Gemeinde Berg.

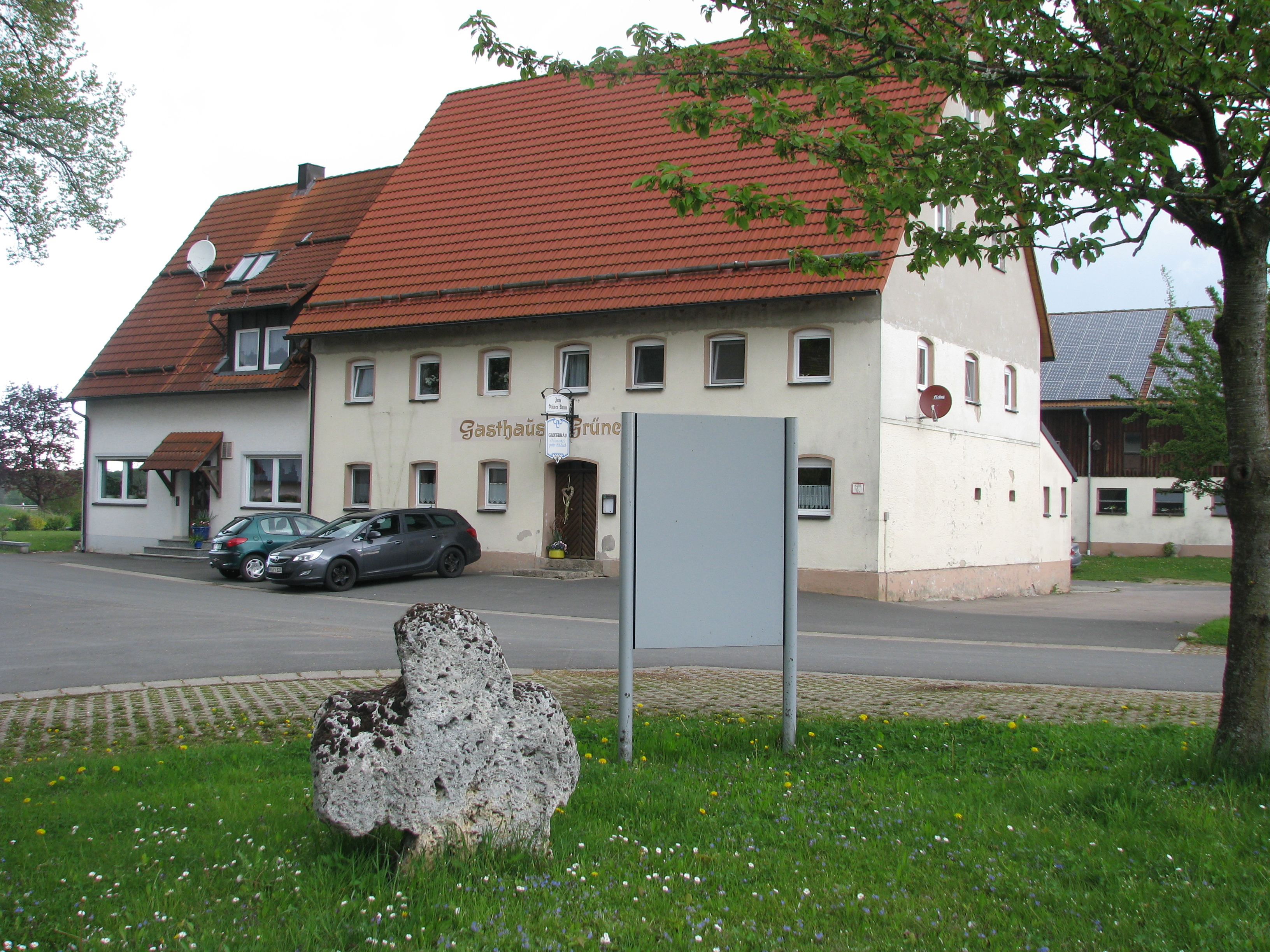
Das Wirtshaus von Reicheltshofen

### Einwohnerentwicklung
- 1832: 36 (6 Häuser)[11]
- 1836: 31 (6 Häuser)[12]
- 1861: 51 (15 Gebäude)[13]
- 1900: 55 (10 Wohngebäude)[14]
- 1937: 53 (53 Katholiken)[15]
- 1950: 60 (11 Wohngebäude)[16]
- 1961: 37 (10 Wohngebäude)[17]
- 1987: 38 (12 Wohngebäude, 14 Wohnungen)[18]
- 2015: 44 (Stand: 31. Dezember; 24 männlich, 20 weiblich)[19]

## Baudenkmäler

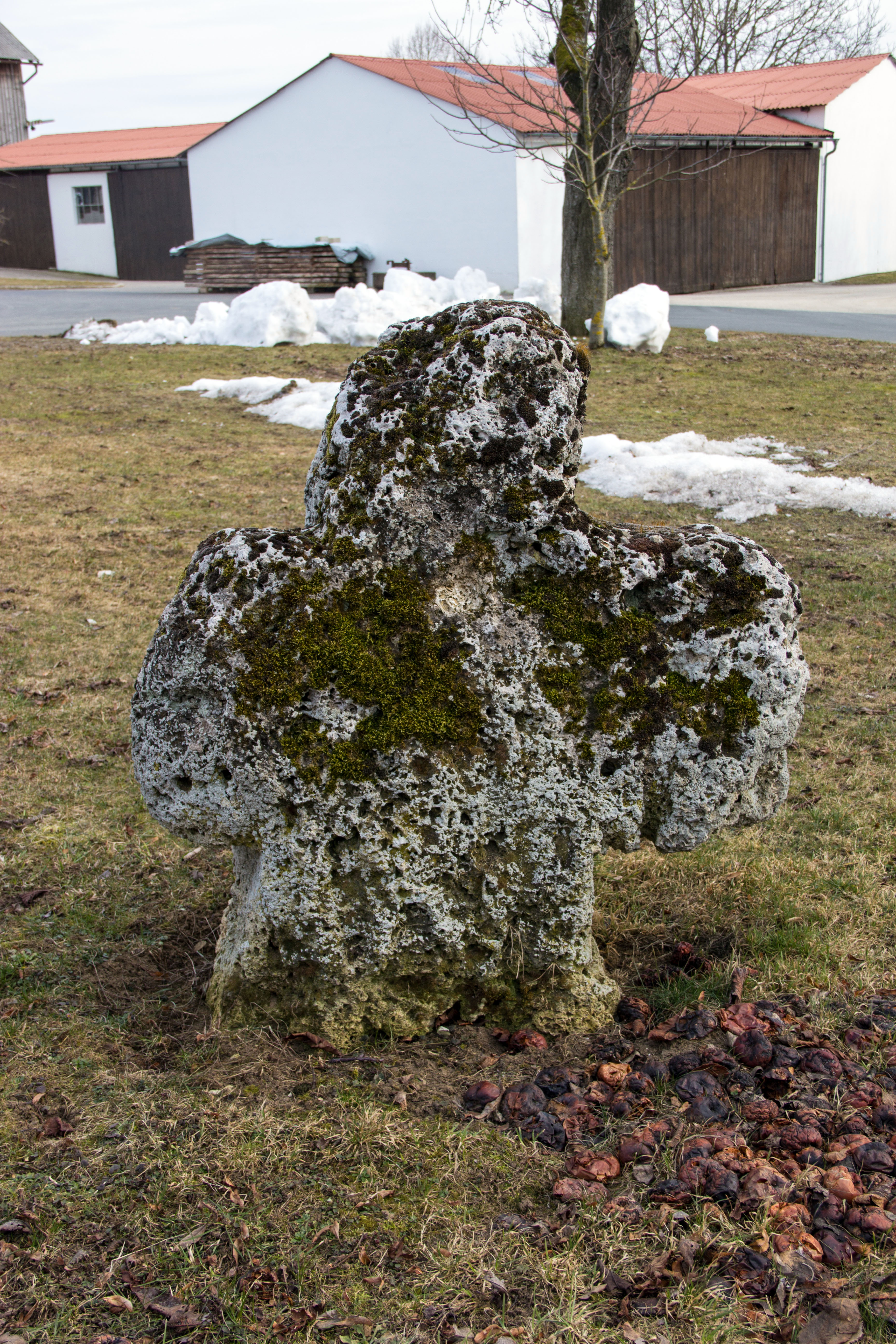
Steinkreuz in Reicheltshofen

- Beim Gasthof „Zum Grünen Baum“ mittelalterliches Steinkreuz zur Grenzmarkierung, das sogenannte Schwedenkreuz (aus Juradolomit)[20]

## Verkehrsanbindung
Reicheltshofen ist über die Kreisstraße NM 9 zwischen Stöckelsberg und Mettenhofen zu erreichen. Circa 500 m östlich des Dorfes zweigt von der Kreisstraße eine Gemeindeverbindungsstraße nach Wünricht ab. Außerdem verbindet ein Wirtschaftsweg die beiden Berger Gemeindeteile. Vom südöstlichen Ortsrand von Reicheltshofen aus führt seit 2015 ein Radweg durch das Rohrenstädter Tal bis zum Pendlerparkplatz an der Bundesautobahn 3.